# Sphinx (ägyptisch)

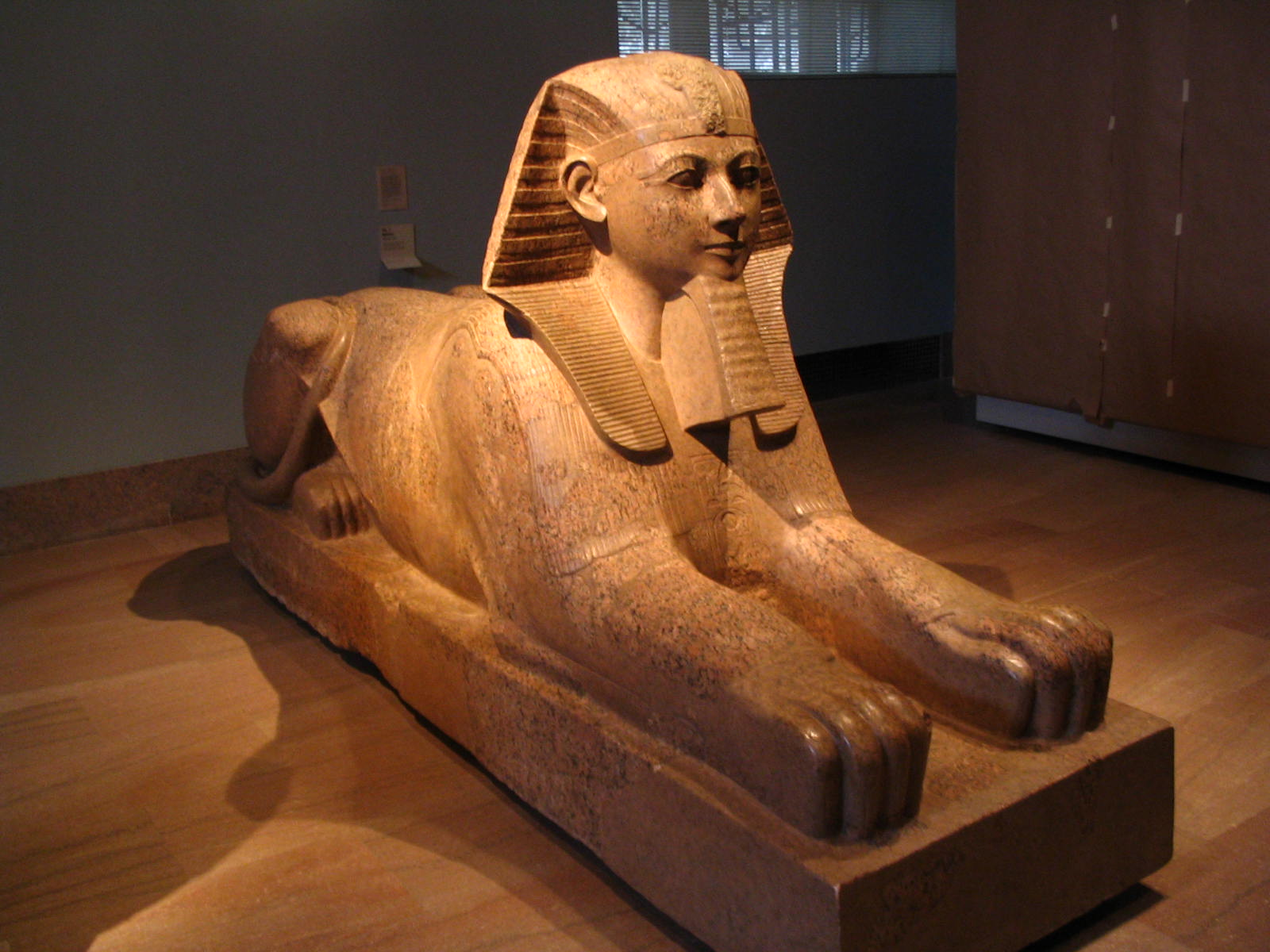
Sphinx der Hatschepsut (Metropolitan Museum of Art)

Ein ägyptischer Sphinx (Plural: Sphinxe oder Sphingen) ist die Statue eines Löwen zumeist mit einem Menschenkopf. Daneben sind auch Widder-, Falken- und Sperberköpfe gebräuchlich. Am bekanntesten ist die Große Sphinx von Gizeh.
Bei anderen Völkern des Altertums wurden ähnliche Mischwesen dargestellt, so bei den Phöniziern, Hethitern, Assyrern und insbesondere bei den Griechen.

## Wortherkunft
Das Wort Sphinx (altgriechisch σφίγξ) leitet sich möglicherweise vom griechischen Verb σφίγγειν sphíngein mit der Bedeutung „erwürgen, (durch Zauber) festbinden“ ab oder vom ägyptischen spanch „das, was das Leben empfängt“. Im Altägyptischen bedeutet schesep anch „lebendiges Abbild“.

## Grammatisches Geschlecht

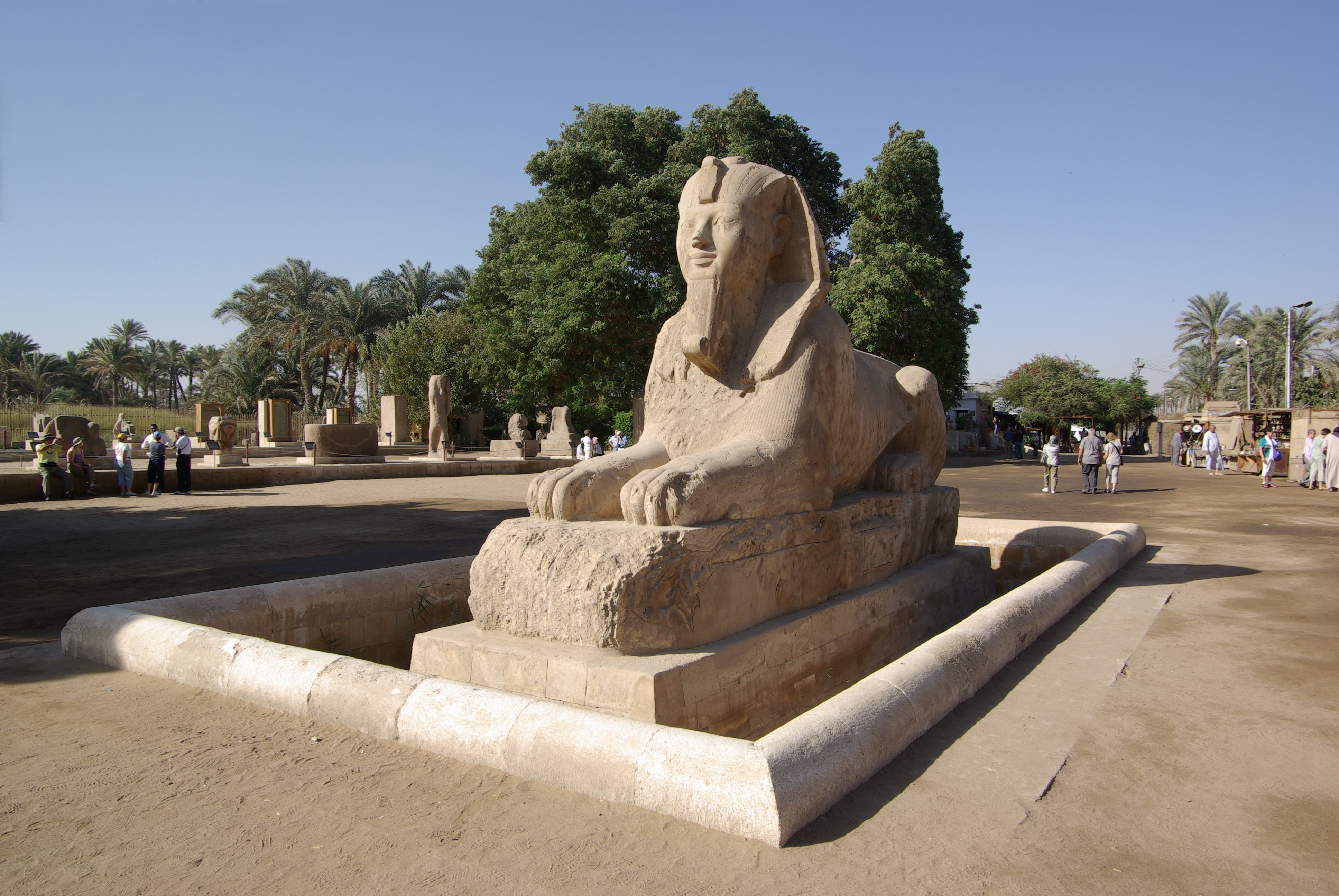
Alabastersphinx in Memphis

Grundsätzlich ist in der Grammatik das grammatische Geschlecht (Genus) vom biologischen Geschlecht (Sexus) zu unterscheiden, beispielsweise kann auch ein maskulines („männliches“) Wort ein weibliches Wesen bezeichnen. Sphinx war bei den Griechen ursprünglich der Name der Tochter von Typhon und Echidna. Später wurde Sphinx als eigenständiges Substantiv mit femininem („weiblichem“) Geschlecht gebraucht. Dieses feminine Substantiv wurde dann auch für ähnliche, in Ägypten gefundene Figuren verwendet, selbst wenn sie männliche Pharaonen darstellten. Das natürliche Geschlecht solcher Figuren ist in der Regel männlich, da sie einen Tierkörper mit dem Kopf eines Mannes darstellen. Meist handelt es sich um den Kopf eines Pharaos. Es gibt jedoch auch Sphingen von Prinzessinnen und Königinnen.
In der archäologischen und ägyptologischen Fachsprache hat sich die Verwendung des Maskulinums für ägyptische Sphingen eingebürgert. Der Duden gibt den bevorzugten Gebrauch des Maskulinums in der archäologischen Fachsprache an: der Sphinx. Das maskuline Geschlecht für ägyptische Sphingen gibt es beispielsweise auch im Französischen (le Sphinx de Gizeh).

## Geschichte

### Benennung und Darstellung im alten Ägypten

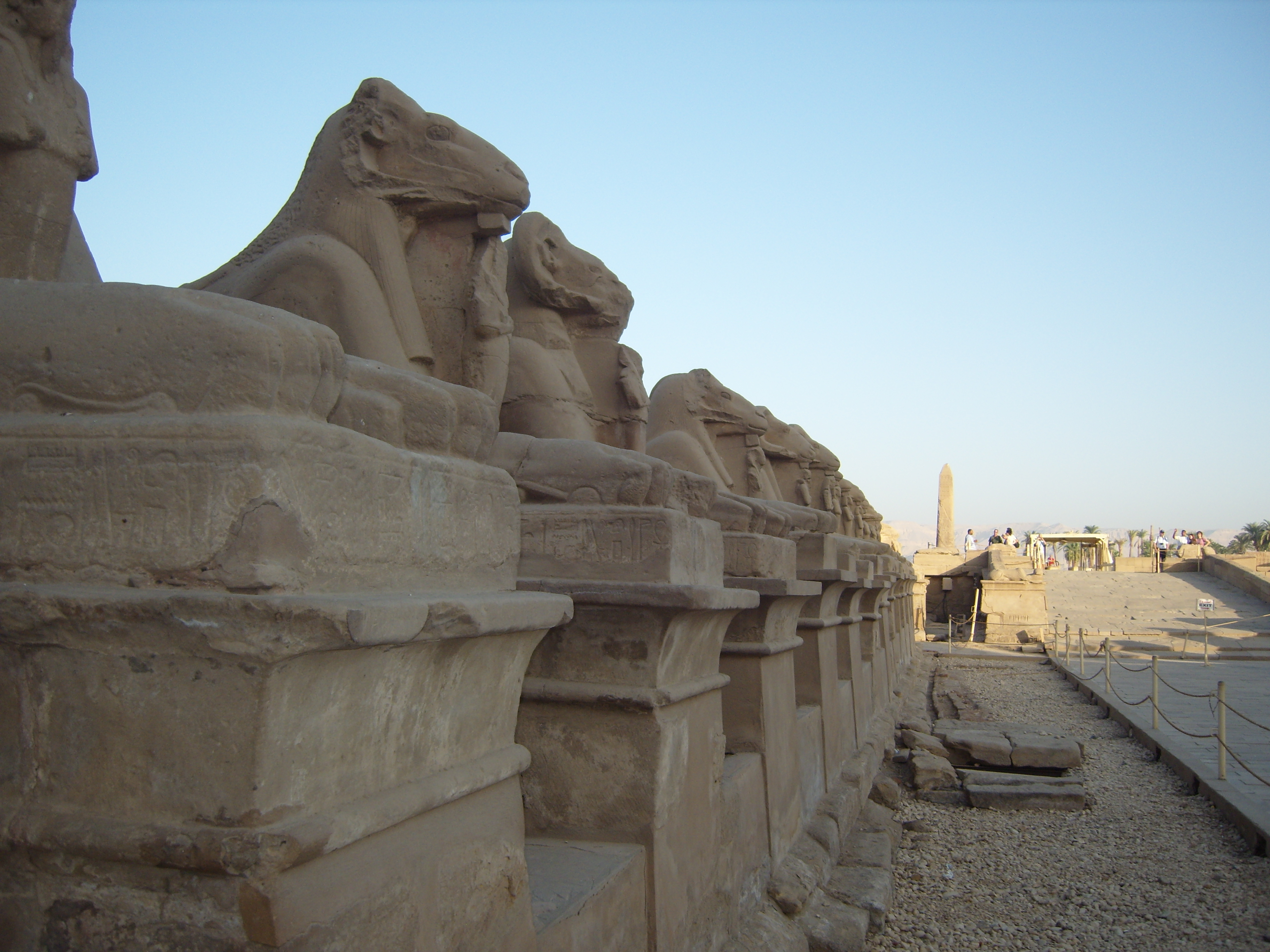
Widder-Sphingen (Karnak-Tempel)

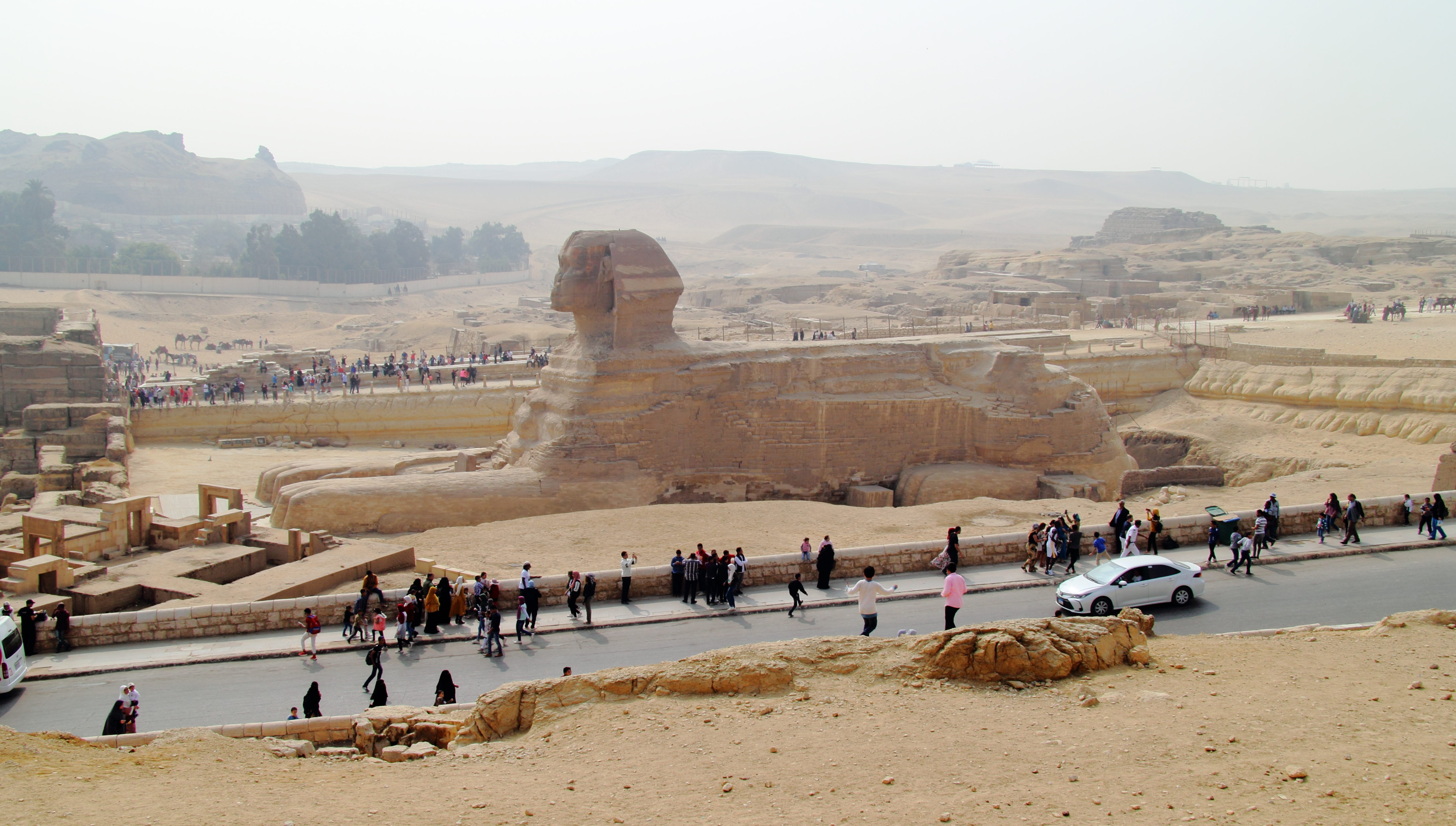
Große Sphinx von Gizeh

Die Ägypter nannten die Sphingen „Hu“. Der heutige Name basiert auf der Legende der griechischen Sphinx, die vorbeikommende Reisende stets erwürgte, wenn diese das von ihr gestellte Rätsel nicht lösen konnten.
Die meisten als Sphinx bezeichneten Statuen stellen einen König oder Pharao als Sonnengott, Horus oder auch andere ägyptische Götter dar, andere fungierten in liegender Form als Wächterfiguren vor Tempeleingängen. Ägyptische Attribute sind Sonnenscheibe, Pektorale, Uräusschlange oder Doppelkrone. Einige Sphingen besitzen im Gegensatz zur altägyptischen Urform auch Flügel, insbesondere seit der Übernahme dieses Fabelwesens durch die alten Griechen.
Die Ikonografie der Sphinx ist wahrscheinlich eine Erfindung der Königshöfe der 4. Dynastie. In Abu Roasch, dem Pyramidenkomplex des Pharaos Radjedef, Sohn des Cheops, wurde der Kopf einer Sphinx dieses Pharaos (heute im Louvre) sowie eine Sphinx seiner Gemahlin und Halbschwester Hetepheres II. gefunden (heute im Ägyptischen Museum Kairo). Die berühmteste Sphinx ist die 20 Meter hohe und 73,5 Meter lange Sphinx von Gizeh, die am Westufer des Nils aus anstehendem Kalkstein gehauen wurde. Das genaue Datum seiner Erschaffung kann nur eingegrenzt werden. Die gängigste Meinung ist, dass die Sphinx in der 4. Dynastie, ca. 2700–2600 v. Chr., entweder von Pharao Cheops oder dessen Sohn Chephren in Auftrag gegeben wurde, wobei von Forschern Cheops favorisiert wird. Diese These stützt sich auf die Erwähnung ihrer Namen auf einer Steinplatte, welche zwischen den Vorderläufen des Sphinx gefunden wurde. Jedoch sagt die Inschrift nicht, dass einer der beiden auch wirklich der Urheber des Sphinx war. Das menschliche Gesicht des Sphinx soll Ähnlichkeit mit Cheops haben, jedoch dient als Vergleich hierfür lediglich eine einzige 10 cm große Steinfigur, deren Gesicht Cheops zugeschrieben wird – letztlich jedoch zu wenig und zu klein für eine fundierte Aussage. Einzelne Wissenschaftler vermuten einen bisher unbekannten Dritten als wahren Erschaffer des Sphinx. Alternative Thesen, die den Ursprung des Sphinx zum Beispiel in das Jahr 10.500 v. Chr. vordatieren, werden von Ägyptologen in aller Regel zurückgewiesen. 
Die verstärkten Erosionsspuren vom Boden bis zum Halsansatz des Sphinx werden als Wasserschäden gedeutet, die durch das damals viel regenreichere Klima in Ägypten und durch eine Entwässerungsrinne vom Aufweg zur Chephren-Pyramide zustande gekommen sein könnten. Diese Entwässerungsrinne mündete in das Areal des Sphinx und wurde zu einem nicht bekannten späteren Zeitpunkt durch Steinblöcke verschlossen. Zudem war die Sphinx längere Zeit von Sand bedeckt, aus dem nur der Kopf herausschaute, wie die Stele des Pharao Thutmosis IV. (ca. 1390 v. Chr.) zwischen den Vorderläufen des Sphinx bezeugt. Deshalb wäre der Körper des Sphinx dauerhafter und länger der Feuchtigkeit ausgesetzt gewesen als der Kopf.
Pharao Thutmosis IV. berichtet auf der Stele von einem Traumerlebnis, bei dem der Sonnengott Re ihm sagte, dass er den Sphinx ausgraben und restaurieren solle, danach könne er König werden. Viel später haben die Kaiser Marc Aurel und Septimius Severus die Figur vom Sand befreien lassen. Im Jahr 1926 wurde er von dem französischen Ingenieur Émile Baraize bis zum Steinsockel freigelegt, 1936 musste er bereits wieder von den Sandmassen befreit werden.

### Sphingen in anderen Kulturen des Altertums
Im 2. Jahrtausend v. Chr. erscheinen Sphingen bei den vorderasiatischen Phöniziern, Hethitern und Assyrern, so auf einer Wandmalerei in Mari, in der Glyptik häufig auch geflügelt. Großplastiken finden sich vor allem bei den Hethitern, wie das Sphingentor in der Hauptstadt Ḫattuša und eines in Alaca Höyük. Die Hethiter verehrten die göttlichen Damnaššara-Sphingen als Torwächter. Ein Orthostatenrelief aus Karkemisch zeigt eine Variante mit Löwen- und Menschenkopf. Sphingen trugen auch Säulen oder Standbilder in Zincirli (Stadtstaat Samʼal) und Tell Halaf.
Die Phönizier stellten auf Elfenbein, Bronzeschalen und Siegeln die Sphingen schreitend mit menschlichem oder Falkenkopf und mit Schwingen dar. Typisch phönizisch sind dabei gegebenenfalls der Schurz oder die Frisur.
Die Griechen übernahmen die Sphinx als ein in der Regel geflügeltes Abbild. Nur fassten sie dieses Mischwesen im Gegensatz zu den anderen Völkern mit ihrem Tierkörper mit Frauenkopf dann auch weiblich auf. In Mykene ist eine Sphinx mit kleinem weiblichem Stuckkopf belegt. Ende des 8. Jahrhunderts v. Chr. wurde die Sphinx in der griechischen Kleinkunst auf korinthische Vasen rein dekorativ als Fabeltier und seit dem späten 7. Jahrhundert v. Chr. in der monumentalen Plastik als Wächterin von Grab und Tempel dargestellt. Dem Anschein nach hatte die Sphinx bei den Griechen den Charakter eines Todesdämons.
Figuren der Sphinx waren sowohl im Hellenismus wie auch in der römischen Kultur häufig anzutreffen.

### Der Sphinx im islamischen Ägypten
Es fanden sich während des gesamten Mittelalters im islamischen Volksglauben auch Mythen, welche die Entstehung des Islam mythologisch in eine Zeit vor der Sintflut vorverlegten, über Pharaonen, die in jener Vorzeit geherrscht haben sollen. Amulette wirkten gegen Geister und taten Wunder, da sie in der Vorstellung mit einer aus der mächtigen Pharaonenzeit stammenden Magie aufgeladen waren. Die Sphinx und andere pharaonische Symbolfiguren wurden arabisch Abū l-Haul („Vater des Schreckens“) genannt.
Da der Körper des Großen Sphinx von Gizeh im Sand vergraben lag, konnten nur zu seinem Kopf Geschichten gebildet werden. Die Sabier, eine um das 12. Jahrhundert untergegangene Religionsgemeinschaft, sollen seinen Kopf angebetet haben. Allgemein galt der Sphinx als schützende Macht vor den Sandstürmen aus der Libyschen Wüste.
Im 14. Jahrhundert war der Höhepunkt einer fundamentalistischen Bewegung des Islam gegen diese heidnischen Bräuche erreicht, die sich in der Zerstörung einiger pharaonischer Denkmäler äußerte. Zugleich nahm die Heiligenverehrung und die Verehrung altägyptischer Idole im Volk zu. Nach dem arabischen Historiker Muhammad al Makrīzī (1364–1442) beschädigte 1378 der strenggläubige Scheich eines Kairoer Sufi-Klosters Mohammed Saim el-Dar (Muhammad Şā’im ad-Dahr, deutsch: „jemand, der die ganze Zeit fastet“) als fanatischer Bilderstürmer Nase und Ohren des großen Sphinx, und als dann ein Sandsturm über Gizeh eine Katastrophe auslöste, wurde dies der Tat des Frevlers zugeschrieben. Die über den Sphinx berichteten Wunderkräfte nahmen in der Folge noch zu. Der Sphinx war angeblich in der Lage, Wünsche zu erfüllen und Diebe zu überführen. Im Volk übte der Sphinx mehr magische Kraft aus als die ägyptischen Pyramiden, sie stellte im islamischen Volksglauben Ägyptens das Zentrum des Widerstandes gegen die puristischen Reformer dar.

### Rezeption in der europäischen Kunst
Sphingen kamen später in der Kunst des Mittelalters beispielsweise in Form von romanischem Kapitellschmuck vor. Sphinxdarstellungen gab es danach besonders im 18. Jahrhundert vor allem als Gartenskulpturen und dann in anderer Darstellungsweise im 19. Jahrhundert. In der Epoche des Klassizismus waren Sphingen mehr oder weniger ägyptischer Prägung ein beliebtes künstlerisches Motiv.
Der Sphinx galt im 18. Jahrhundert als Symbol der Ewigkeit, Unsterblichkeit und des Rätselhaften, wie in Johann Gottfried Herders Geschichte Der Sphinx, die 1785 veröffentlicht worden war. In der Malerei des Symbolismus wurde er von den Künstlern durchweg als weiblich, auch als androgyn aufgefasst, daher stammt wohl auch der Fehler, den Sphinx als feminin zu bezeichnen.

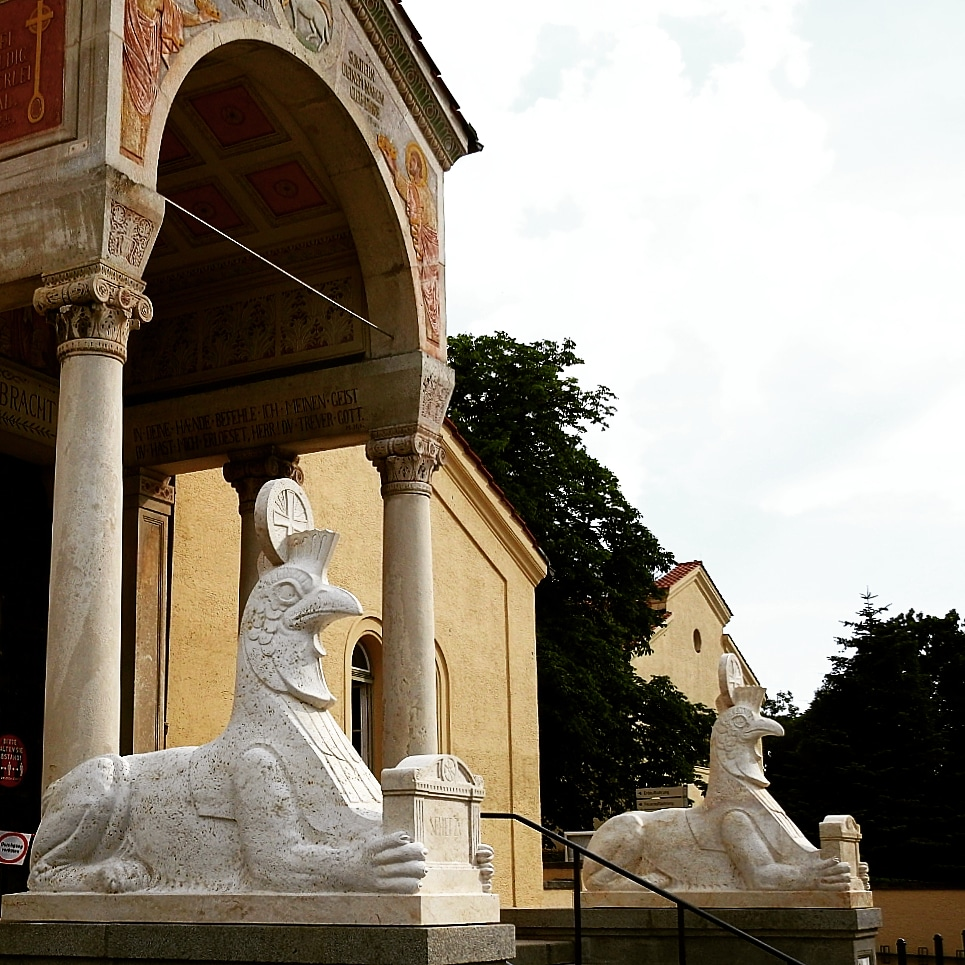
Rekonstruierte Sphingen am Eingang der Aussegnungshalle am Nordfriedhof München

Besondere Bedeutung als „apokalyptische Tiere“ verschaffte Thomas Mann den beiden Sphingen am Eingang der Aussegnungshalle des Münchner Nordfriedhofs in seiner Novelle Der Tod in Venedig. Die Originalsphingen sind seit etwa den 1960er Jahren mit unbekanntem Lagerort verschwunden. Anlässlich des 200-jährigen Bestehens der Münchner Friedhofsverwaltung beschloss der Münchner Stadtrat ihre Rekonstruktion und Wiederaufstellung. Barbara Oppenrieder entwarf das Rekonstruktionsmodell und der Steinrestaurator Wolfgang Gottschalk übernahm federführend die Ausführung. Es handelt sich um die einzigen bekannten Sphingen mit Hahnenkopf, zudem noch mit Heiligenschein. Die Römer verehrten den Hahn als Symbol der Hauswächter, hier des Friedhofseingangs. In der Passionsgeschichte nimmt Jesus Bezug auf den Hahnenschrei zum einen in der Ankündigung der Verleugnung des Petrus: „Heute, in dieser Nacht, ehe denn der Hahn zweimal kräht, wirst du mich dreimal verleugnen“ (Mk 14,30 ), zum anderen als ein Inbegriff eines Zeitpunktes vor Tagesbeginn (Mk 13,35 ). Ein Zitat aus dieser Bibelstelle enthalten die beiden Tafeln der Sphingen: (linker Sphinx) Sehet zu, (rechter Sphinx) wachet und betet (Mk 13,13 ). Zusammen mit dem nachfolgenden Satz „denn ihr wisst nicht, wann der Herr des Hauses kommt, ob am Abend oder zu Mitternacht oder um den Hahnenschrei oder am Morgen“ (Mk 13,35 ) werden die Sphingen zu den von Thomas Mann beschriebenen apokalyptischen Tieren. Doch im Untergang liegt auch die im christlichen Glauben begründete Auferstehungshoffnung: „Und dann werden sie sehen den Menschensohn kommen in den Wolken mit großer Kraft und Herrlichkeit. Und dann wird er die Engel senden und wird seine Auserwählten versammeln“. (Mk 13,26 ) Da die Aussegnungshalle, deren Treppe die Sphingen links und rechts flankieren, der Übergang vom Leben zum Tod und zur Auferstehung ist, sind die Sphingen nicht nur apokalyptische Tiere wie bei Thomas Mann, sondern als Hahnengestalt auch die Verkünder des Tages und des Überganges vom Dunklen zum Licht.

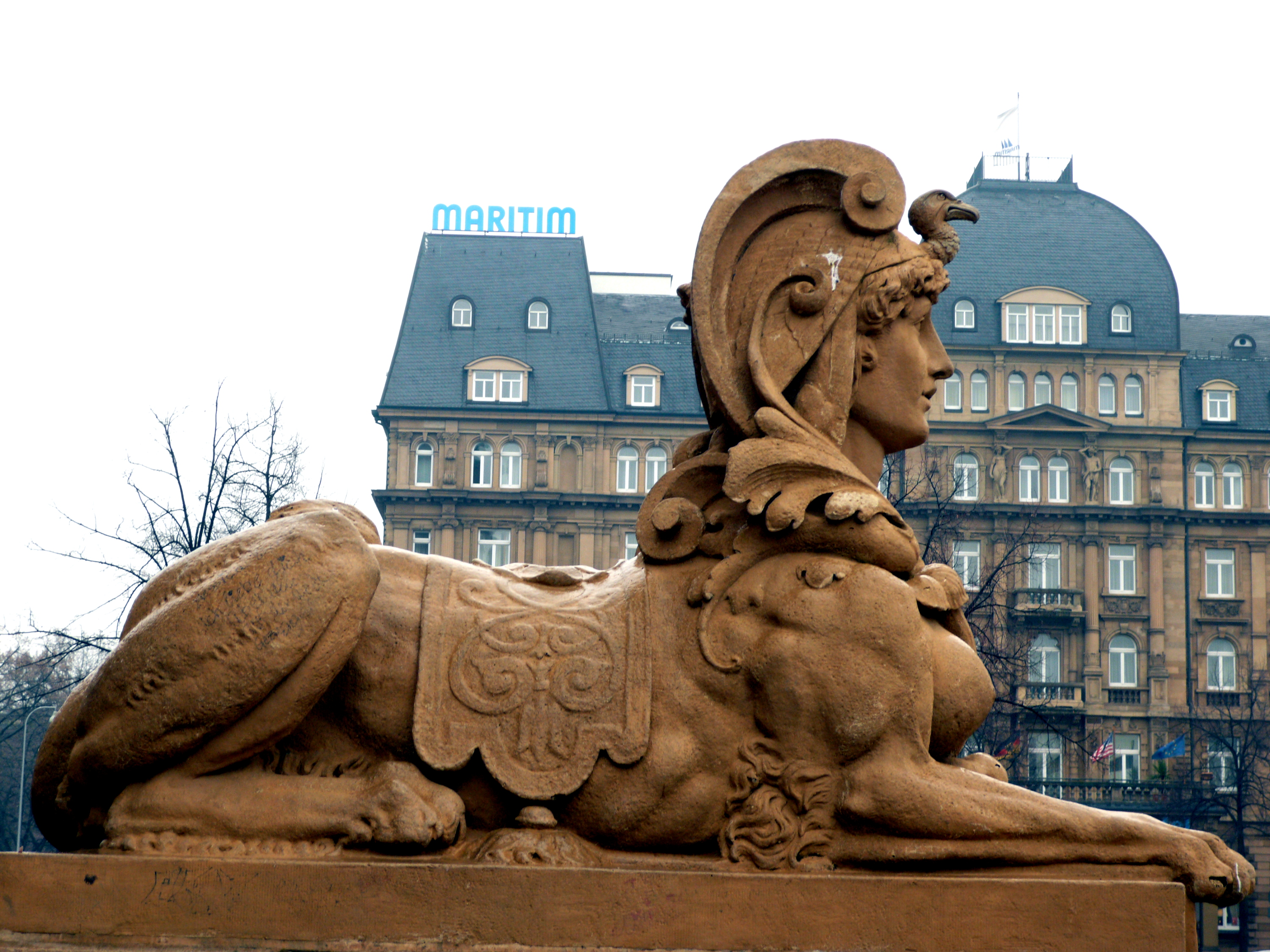
Sphinx am Mannheimer Wasserturm
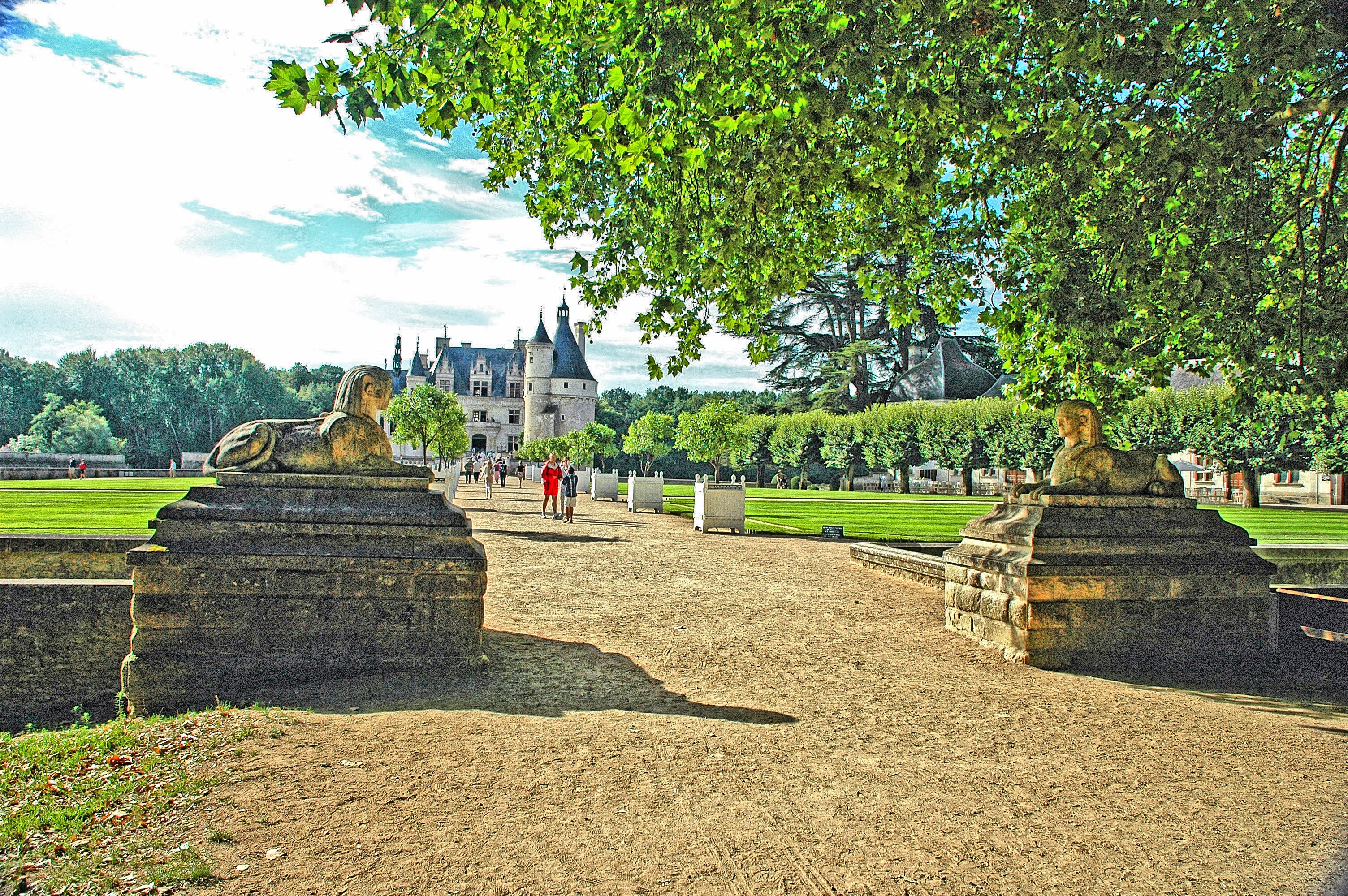
Chateau de Chenonceaux – Eingang zum Park mit Sphingen
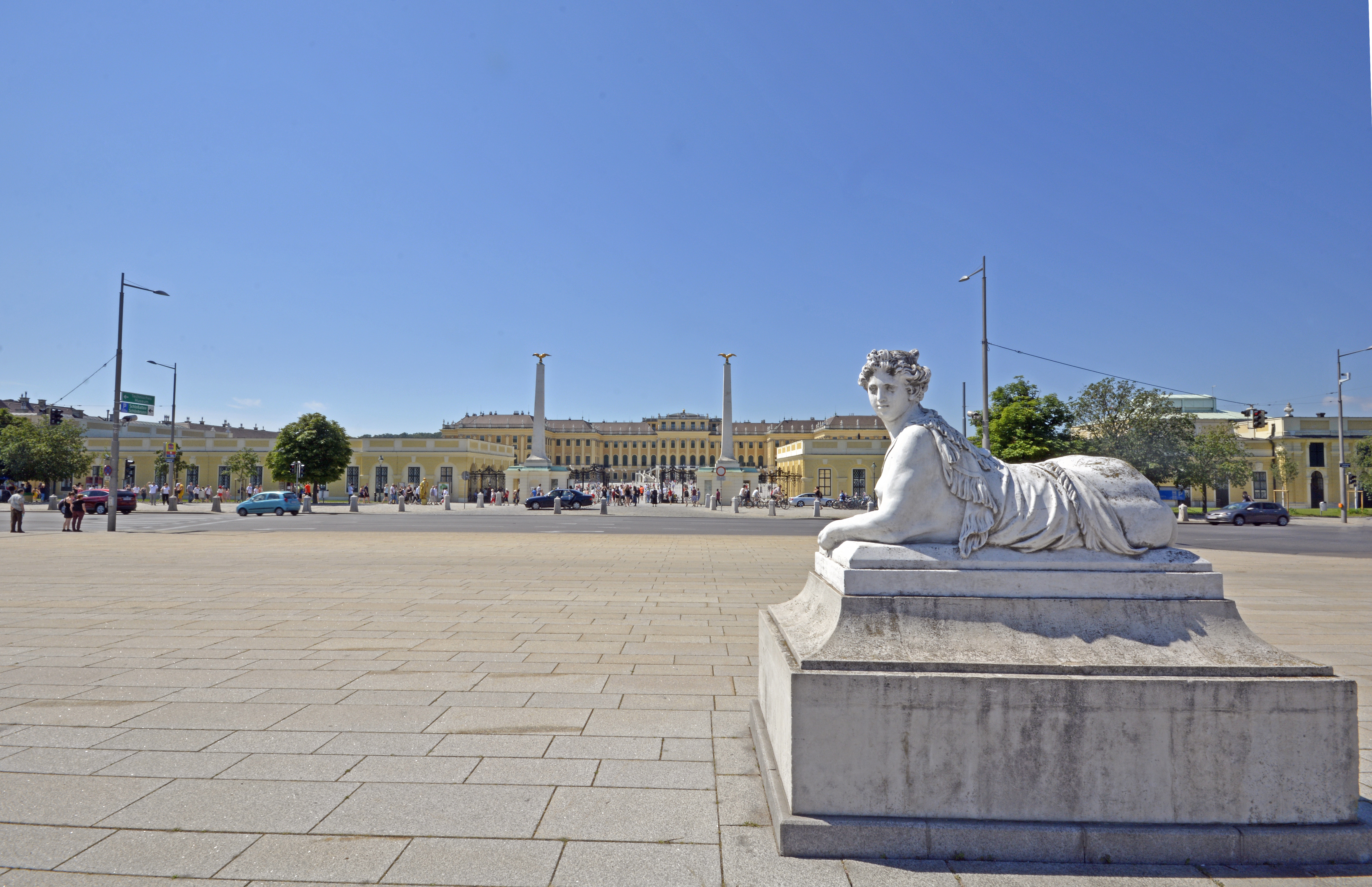
Schloss Schönbrunn mit rechter Sphinx
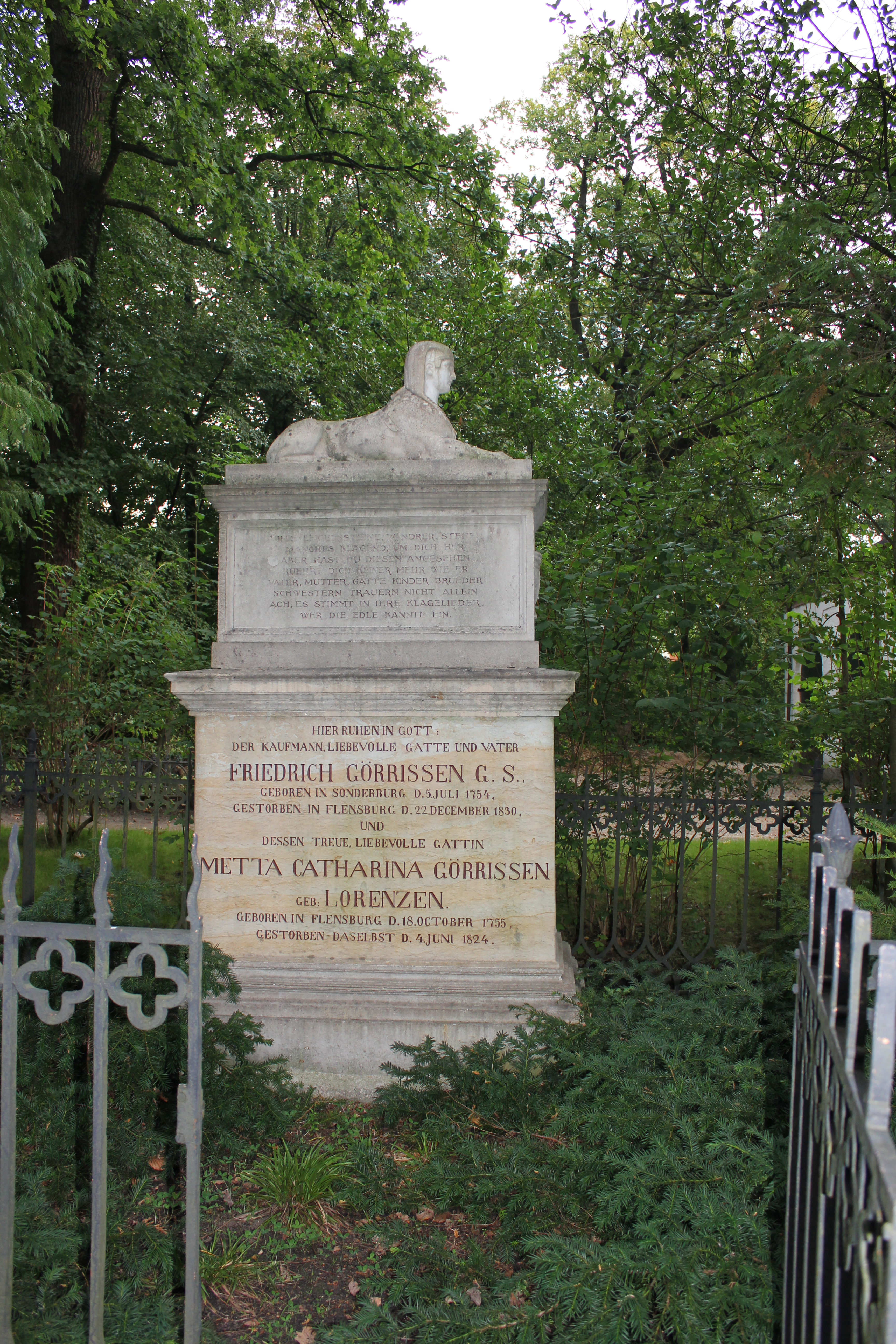
Grabmal Eheleute Görrissen mit Sphinx. Alter Friedhof Flensburg